# All You've Got
All You've got («Nacidas para triunfar» en Latinoamérica o «Juego caliente» para Argentina) es una película deportiva / dramática de 2006 protagonizada por Ciara Harris y Adrienne Bailon y dirigida por Neema Barnette, directora de Super Sweet 16: The Movie. La película se estrenó en MTV.

## Resumen de la trama
Una rivalidad entre dos equipos de voleibol (los Phantoms y las Madonnas) causa una gran catástrofe cuando los dos equipos chocan. 
Gabby Espinoza (Adrienne Bailon) es la capitana del equipo de voleibol Cathedral High Phantoms. Su madre murió cuando era pequeña, y recientemente, un incendio se cobró la vida de su padre bombero. Casualmente, el incendio fue en la escuela de Madonna (rival de los Phantoms). 
Teniendo que ir a diferentes escuelas y separarse, las tres Madonnas, Lauren McDonald, Katilin y Becca eligieron Cathedral High y se unieron al equipo de voleibol. Ahora, deberán dejar de lado sus diferencias para ganar el campeonato y recuperar su amistad.

## Reparto
- Adrienne Bailon - Gabby Espinoza
- Sarah Wright - Lauren McDonald
- Ciara - Becca Watley
- Jennifer Peña - Letica "Lettie" Morales
- Taylor Cole - Kaitlin
- Jackée Harry - Vendedor
- Daniella Alonso - Rada Kincaid
- Laila Ali - Ella misma
- T-Bone - locutor
- Barabara Niven - Peggy McDonald
- Faizon Love - Entrenador Harlan
- Doug Savant - Sam McDonald
- Eduardo Yáñez - Javier Espinoza
- George Rodguriez - Entrenador asistente de voleibol
- Brendan Kirsch - Entrenador de voleibol de Las Madonnas
- Michael Dorm - Bombero Capitán Díaz
- Julissa Bermúdez - Prima de Mali
- Efrén Ramírez - Carlos
- Parker Torress - Monstruo
- Renee Victor - Abuela Rosa
- Michael Copon - Artie Sánchez
- Dominique Ianni - El Setter
- Maya Cornejo - Hermana de Lettie

## Banda sonora
All You've Got (CD/DVD)
1. 1, 2 Step por Ciara
2. 12' O Clock por  Marques Houston
3. Latinos Stand Up por Play-N-Skillz
4. Reggaeton Latino por Don Omar
5. Summer Nights por Lil Rob
6. Baby I'm Back – Baby Bash con Akon
7. Bounce – T-Bone
8. Outkast - B.o.B.
9. Latin Salsa Mix – T-Bone
10. Follow T – T-Bone
11. Love Should Be A Crime - Michael Copon
12. Obsession – Frankie J
13. Pon De Replay – Rihanna
14. Oye mi canto - N.O.R.E. con Nina Sky y Tego Calderón
15. Where Will I Be – Jennifer Peña